# Acanthomurus
Genre
Acanthomurus est un genre de collemboles de la famille des Isotomidae.

## Distribution
Les espèces de ce genre se rencontrent en Océanie.

## Liste des espèces
Selon Checklist of the Collembola of the World (version du 1er septembre 2019) :
- Acanthomurus alpinus Salmon, 1941
- Acanthomurus plumbeus Womersley, 1934
- Acanthomurus rivalis Wise, 1964
- Acanthomurus setosus Salmon, 1941
- Acanthomurus womersleyi Salmon, 1941

## Publication originale
- Womersley, 1934 : On the Australian species of Japygidae (Thysanura). Transactions of the Royal Society of South Australia, vol. 58, p. 37-47.